# Morbius
Pour le film, voir Morbius (film).
Le docteur Michael Morbius, alias Morbius (« Morbius, the Living Vampire » en VO) est un anti-héros évoluant dans l'univers Marvel de la maison d'édition Marvel Comics. Créé par le scénariste Roy Thomas et le dessinateur Gil Kane, le personnage de fiction apparaît pour la première fois dans le comic book The Amazing Spider-Man (vol. 1) #101 en octobre 1971.

## Historique de la publication
En janvier 2013, une série de comics est prévue sous le titre de Morbius, the Living Vampire, scénarisée par Joe Keatinge et dessinée par Rich Elson.

## Biographie du personnage

### Origines
Prix Nobel de chimie, Michael Morbius découvre qu'il est atteint d'une maladie du sang, rare et incurable. Il réussit à se guérir en combinant l'utilisation de chauves-souris à celle d'électrochocs mais se transforme alors en vampire. Ne supportant plus la lumière du Soleil et continuellement assoiffé de sang humain, il est déchiré entre un dégoût de lui-même et son désir de vivre.

### Parcours
Sous la forme de vampire, il affronte le docteur Curt Connors (le Lézard) et Spider-Man à un moment où ils cherchent à inverser le processus qui a donné six bras au Tisseur. Sa défaite permet à Connors de guérir Spider-Man, en prélevant un peu de sang du vampire.
Avec le temps, Morbius prend l'habitude de se nourrir du sang des sans-abris ou de criminels qui hantent les rues.
Temporairement guéri après avoir été frappé par un éclair, il redevient un vampire mais maîtrise mieux sa soif de sang.

### Absolute Carnage
Lors de l’évènement Absolute Carnage (en), il fait partie du groupe qui part secourir Misty Knight. Puis, il participe au combat final des héros contre Carnage et ses disciples.

## Pouvoirs et capacités
Morbius est un être humain ayant bénéficié d'une mutation qui lui a conféré plusieurs super-pouvoirs semblables aux capacités surnaturelles des vampires.
En complément de ses pouvoirs, le docteur Michael Morbius est l’un des plus grands experts mondiaux en biochimie (il a reçu un prix Nobel dans ce domaine) et dans les maladies du sang (hématologie).
- Morbius possède une force surhumaine (les limites de celle-ci varient, selon la quantité et le type de sang qu'il a ingéré), une vitesse, des réflexes, une agilité, des sens et une rapidité de guérison surhumains[1].
- Il possède aussi des griffes et des dents tranchantes, et la faculté de planer dans les airs grâce aux courants aériens, ses os étant devenus creux depuis sa mutation[1].
- À l'instar des chauves-souris, il possède un système d'écho radar (écholocation). Cela lui permet de se diriger dans l'obscurité et de deviner la présence d'êtres vivants.

Afin d’augmenter son niveau de protection physique, il a parfois été vu porter un uniforme en cuir.

## Apparitions dans d'autres médias

### Cinéma
Le personnage apparaissait initialement en caméo à la fin du film  Blade (1998), incarné par le réalisateur du film, Stephen Norrington. La scène sera finalement supprimée du montage final, mais est présente dans les bonus du DVD du film. Guillermo del Toro, réalisateur de la suite du film, ne fut pas autorisé par Marvel Comics à utiliser le personnage.
En novembre 2017, Sony Pictures Entertainment annonce produire une série de films mettant en scène des personnages de l'univers de Spider-Man, au sein du Sony's Spider-Man Universe. Le premier film est Venom (2018). Le film Morbius, réalisé par Daniel Espinosa et avec l'acteur Jared Leto dans le rôle-titre, est sorti en 2022.

### Télévision
Le personnage de Morbius apparaît dans la série d'animation Spider-Man, l'homme-araignée (1994) où il vole le sang de Spider-Man, sur lequel il fait des tests pour guérir de sa mutation. Un accident impliquant une chauve-souris le change alors en vampire.
Il est poursuivi par Blade et Spider-Man, puis quitte New York avec Blade à ses trousses (saison 2). Quand il revient, Félicia, son ancienne amie, est devenue la Chatte noire. Elle parvient à le ramener à la raison. Morbius s'allie avec elle, Spider-Man et Blade pour lutter contre la Reine des vampires. Finalement, les trois laissent Spider-Man seul en ville pour continuer leur quête (saison 4). Morbius apparaît une ultime fois durant la cinquième saison, toujours aux côtés de Blade et de la Chatte noire, alors que celle-ci est enlevée par Spider-Man lorsqu'il forme une équipe pour lutter contre les super-vilains d'une autre planète.

### Jeux vidéo
- 1994 : Spider-Man and Venom: Maximum Carnage (personnage de soutien non jouable)
- 2006 : Marvel: Ultimate Alliance (mentionné par Blade comme étant un « pseudo-vampire »)
- 2007 : Spider-Man 3 (super-vilain manipulé par sa femme, Shriek)
- 2012 : The Amazing Spider-man.

Dans ce jeu, Morbius est un biochimiste de la firme Oscorp. Il aide Alistair Smythe à créer le Rhino. Il est sujet de moquerie auprès de ses collègues et est surnommé « Morbius, le vampire » à cause de ses recherches sur les chauves-souris vampires pour trouver un remède contre les maladies du sang.
- 2012 : Marvel Avengers Alliance (en) (personnage jouable)
- 2023 : Marvel's Midnight Suns (personnage jouable du DLC Faim dévorante)